# اکسید لوریل‌دی‌متیل‌آمین
اکسید لوریل‌دی‌متیل‌آمین (به انگلیسی: Lauryldimethylamine oxide) یک ترکیب شیمیایی با شناسه پاب‌کم ۱۵۴۳۳ است. 